# UCI Africa Tour 2022
El UCI Africa Tour 2022 fue la decimoctava edición del calendario ciclístico internacional Africano. Se inició el 29 de octubre de 2021 en Burkina Faso, con el Tour de Faso y finalizó el 8 de octubre de 2022 con el Gran Premio de Chantal Biya en Camerún. Se disputaron 5 competencias, otorgando puntos a los primeros clasificados de las etapas y a la clasificación final.

## Equipos
Los equipos que podían participar en las diferentes carreras dependía de la categoría de las mismas. Los equipos UCI WorldTeam y UCI ProTeam tenían cupo limitado para competir de acuerdo al año correspondiente establecido por la UCI, los equipos Equipos Continentales y selecciones nacionales no tenían restricciones de participación:
| Categoría      | Categoría                       | Equipos                                                                                    |
| -------------- | ------------------------------- | ------------------------------------------------------------------------------------------ |
| .1             | 1.1 (Carrera de un día)         | * UCI WorldTeam (max 50%) * UCI ProTeam * Continentales * Selecciones nacionales           |
| .1             | 2.1 (Carrera de varios días)    | * UCI WorldTeam (max 50%) * UCI ProTeam * Continentales * Selecciones nacionales           |
| .2             | 1.2 (Carrera de un día)         | * UCI ProTeam * Continentales * Selecciones nacionales * Selecciones regionales * Amateurs |
| .2             | 2.2 (Carrera de varios días)    | * UCI ProTeam * Continentales * Selecciones nacionales * Selecciones regionales * Amateurs |
| .Ncup (sub-23) | 1.Ncup (Carrera de un día)      | * Selecciones nacionales * Selecciones mixtas                                              |
| .Ncup (sub-23) | 2.Ncup (Carrera de varios días) | * Selecciones nacionales * Selecciones mixtas                                              |

## Calendario
Las siguientes fueron las carreras que compusieron el calendario UCI Africa Tour para la temporada 2022 aprobado por la UCI.
| UCI Africa Tour 2022           | UCI Africa Tour 2022 | UCI Africa Tour 2022        | UCI Africa Tour 2022 | UCI Africa Tour 2022 |
| Fecha                          | País                 | Carrera                     | Ganador              |                      |
| ------------------------------ | -------------------- | --------------------------- | -------------------- | -------------------- |
| 29 de octubre – 7 de noviembre | Burkina Faso         | Tour de Faso                | Daniel Bichlmann     |                      |
| 20 – 27 de febrero             | Ruanda               | Tour de Ruanda              | Natnael Tesfatsion   |                      |
| 3 – 8 de mayo                  | Benín                | Tour du Bénin               | Marcel Peschges      |                      |
| 4 – 12 de junio                | Camerún              | Tour de Camerún             | Moïse Mugisha        |                      |
| 3 – 8 de octubre               | Camerún              | Gran Premio de Chantal Biya | Axel Taillandier     |                      |

## Clasificaciones finales
- Nota: Las clasificaciones finales fueron:[4][5]

### Individual
| Posición | Corredor                    | Equipo                             | Puntos |
| -------- | --------------------------- | ---------------------------------- | ------ |
| 1.º      | Biniam Girmay               | Intermarché-Wanty-Gobert Matériaux | 1875   |
| 2.º      | Louis Meintjes              | Intermarché-Wanty-Gobert Matériaux | 1048   |
| 3.º      | Natnael Tesfatsion          | Drone Hopper-Androni Giocattoli    | 600    |
| 4.º      | Henok Mulubrhan             | Bardiani-CSF-Faizanè               | 466,5  |
| 5.º      | Reinardt Janse van Rensburg | Lotto Soudal                       | 391,75 |
| 6.º      | Dawit Yemane                | Bike Aid                           | 271,83 |
| 7.º      | Gustav Basson               | ProTouch                           | 243,75 |
| 8.º      | Stefan De Bod               | Astana Qazaqstan                   | 236    |
| 9.º      | Kent Main                   | ProTouch                           | 225,75 |
| 10.º     | Hamza Amari                 |                                    | 184,33 |

| Posiciones 11.º al 20.º | Posiciones 11.º al 20.º | Posiciones 11.º al 20.º | Posiciones 11.º al 20.º |
| ----------------------- | ----------------------- | ----------------------- | ----------------------- |
| 11.º                    | Achraf Ed Doghmy        |                         | 179                     |
| 12.º                    | Metkel Eyob             | Terengganu Polygon      | 177                     |
| 13.º                    | Ryan Gibbons            | UAE Emirates            | 161                     |
| 14.º                    | Azzedine Lagab          |                         | 150,2                   |
| 15.º                    | Daryl Impey             | Israel-Premier Tech     | 147                     |
| 16.º                    | Merhawi Kudus           | EF Education-EasyPost   | 146                     |
| 17.º                    | Islam Mansouri          |                         | 136                     |
| 18.º                    | Alexandre Mayer         |                         | 114,58                  |
| 19.º                    | Nassim Saidi            |                         | 109,2                   |
| 20.º                    | Willie Smit             | China Glory Continental | 100                     |

### Equipos
| Posición | Equipo                      | Puntos |
| -------- | --------------------------- | ------ |
| 1.º      | ProTouch                    | 799,25 |
| 2.º      | Benediction Ignite          | 160,5  |
| 3.º      | Sidi Ali-Unlock             | 105,01 |
| 4.º      | BAI Sicasal Petro de Luanda | 15     |
| 5.º      | May Stars                   | 15     |

### Países
| Posición | País      | Puntos  |
| -------- | --------- | ------- |
| 1.º      | Eritrea   | 3679,33 |
| 2.º      | Sudáfrica | 2553,25 |
| 3.º      | Argelia   | 840,13  |
| 4.º      | Marruecos | 643,35  |
| 5.º      | Mauricio  | 432,99  |

### Países sub-23
| Posición | País      | Puntos |
| -------- | --------- | ------ |
| 1.º      | Eritrea   | 2139   |
| 2.º      | Argelia   | 316,53 |
| 3.º      | Marruecos | 240,84 |
| 4.º      | Mauricio  | 202,58 |
| 5.º      | Sudáfrica | 180,75 |